# Sartori (cognome)
Sartori è un cognome di lingua italiana.

## Varianti
Sartor, Sartorari, Sartorati, Sartorato, Sartore, Sartorelli, Sartoretto, Sartorio, Sartoris, Sartorius, Sartoro, Sartory.

## Origine e diffusione
Cognome tipicamente veneto, è presente in tutto il nord Italia.
Potrebbe derivare dal cognomen latino Sartorius, derivato dal mestiere del sarto.
In Italia conta circa 6224 presenze.
La variante Sartoris è piemontese, soprattutto torinese; Sartorio compare nel varesotto e alto milanese; Sartorelli, raro, è tipico dell'Italia settentrionale; Sartore è piemontese e veneto; Sartorato è padovano e trevigiano, così come Sartoretto; Sartorati è tipicamente veneto; Sartor compare nel trevigiano e pordenonense.

## Persone
- Amleto Sartori (1915-1962) – scultore e poeta italiano
- Antonio Giuseppe Sartori (1714-1791) – scultore e architetto italiano
- Bernardo Sartori (1897-1983) – presbitero e missionario italiano